# Корнев, Александр Александрович
Александр Александрович Корнев (1921—1945) — сержант Рабоче-крестьянской Красной Армии, участник Великой Отечественной войны, Герой Советского Союза (1945).

## Биография
Александр Корнев родился в 1921 году в Смоленске. Рано остался без родителей, воспитывался приёмной матерью в Рыбинске. После окончания семи классов школы работал на машиностроительном заводе. В 1940 году Корнев был призван на службу в Рабоче-крестьянскую Красную Армию. С июня 1941 года — на фронтах Великой Отечественной войны. В начале войны попал в окружение, был контужен, но сумел выйти к своим. К январю 1945 года сержант Александр Корнев командовал мотоциклетным отделением 50-го отдельного мотоциклетного полка 3-й гвардейской танковой армии 1-го Украинского фронта. Отличился во время боёв в Германии.
23 января 1945 года отделение Корнева одним из первых переправилось через Одер в районе населённого пункта Гросс-Шиммендорф к югу от Ополе и принял активное участие в боях за захват и удержание плацдарма, отразив несколько немецких контратак. В том бою отделение захватило 5 пароходов, 7 речных барж, большое количество стрелкового вооружения. В ночь с 24 на 25 февраля Корнев в составе разведгруппы принимал участие в захвате вражеского «языка». На обратном пути, когда группа была атакована противником, Корнев остался прикрывать отход товарищей, погибнув в неравном бою. Похоронен на кладбище польского города Хоцянув.
Указом Президиума Верховного Совета СССР от 10 апреля 1945 года за «мужество и отвагу, проявленные в борьбе с немецкими захватчиками» гвардии сержант Александр Корнев посмертно был удостоен высокого звания Героя Советского Союза. Также был награждён орденами Ленина, Отечественной войны 2-й степени и медалью.
В честь Корнева названа улица в Рыбинске.